# Thomas Abratis
Thomas Abratis (né le 6 mai 1967 à Waldheim) est un ancien spécialiste allemand du combiné nordique. Il est actuellement délégué technique de la FIS sur des épreuves de la Coupe du monde de combiné nordique,.

## Palmarès

### Jeux olympiques
| Épreuve / Édition | Lillehammer 1994 |
| Individuel        | 22e              |
| Par équipes       | 10e              |

### Championnats du monde
| Épreuve / Édition | Oberstdorf 1987 | Lahti 1989 | Thunder Bay 1995 |
| Par équipes       | 6e              | Bronze     | 6e               |

### Coupe du monde
- Meilleur classement final : 5e en 1990.
- Meilleur résultat : 2e ( Falun 1989,  Oslo 1990,  Lahti 1991).

### Coupe du monde B
- Vainqueur du classement général en 1993
- Vainqueur de deux épreuves ( Oberhof le 28 février 1993,  Hinterzarten le 7 mars de la même année)
- Quatre deuxièmes places ( Klingenthal le 15 février 1992,  Szczyrk le 21 février 1993,  Chaux-Neuve le 14 mars 1993,  Johanngeorgenstadt le 8 janvier 1997)
- Une troisième place ( Bad Goisern, le 14 février 1993)